# Navarrés
Navarrés település Spanyolországban, Valencia tartományban. Navarrés Bolbaite, Quesa, Sumacàrcer, Tous és Chella, Valencia községekkel határos. Lakosainak száma 3055 fő (2024).

## Népesség
A település népessége az utóbbi években az alábbiak szerint változott:
| Lakosok száma | 2826 | 2929 | 3068 | 3238 | 3354 | 3169 | 3031 | 2968 | 2989 | 3055 |
|               | 2001 | 2004 | 2007 | 2009 | 2012 | 2014 | 2017 | 2019 | 2022 | 2024 |